# Inversión térmica

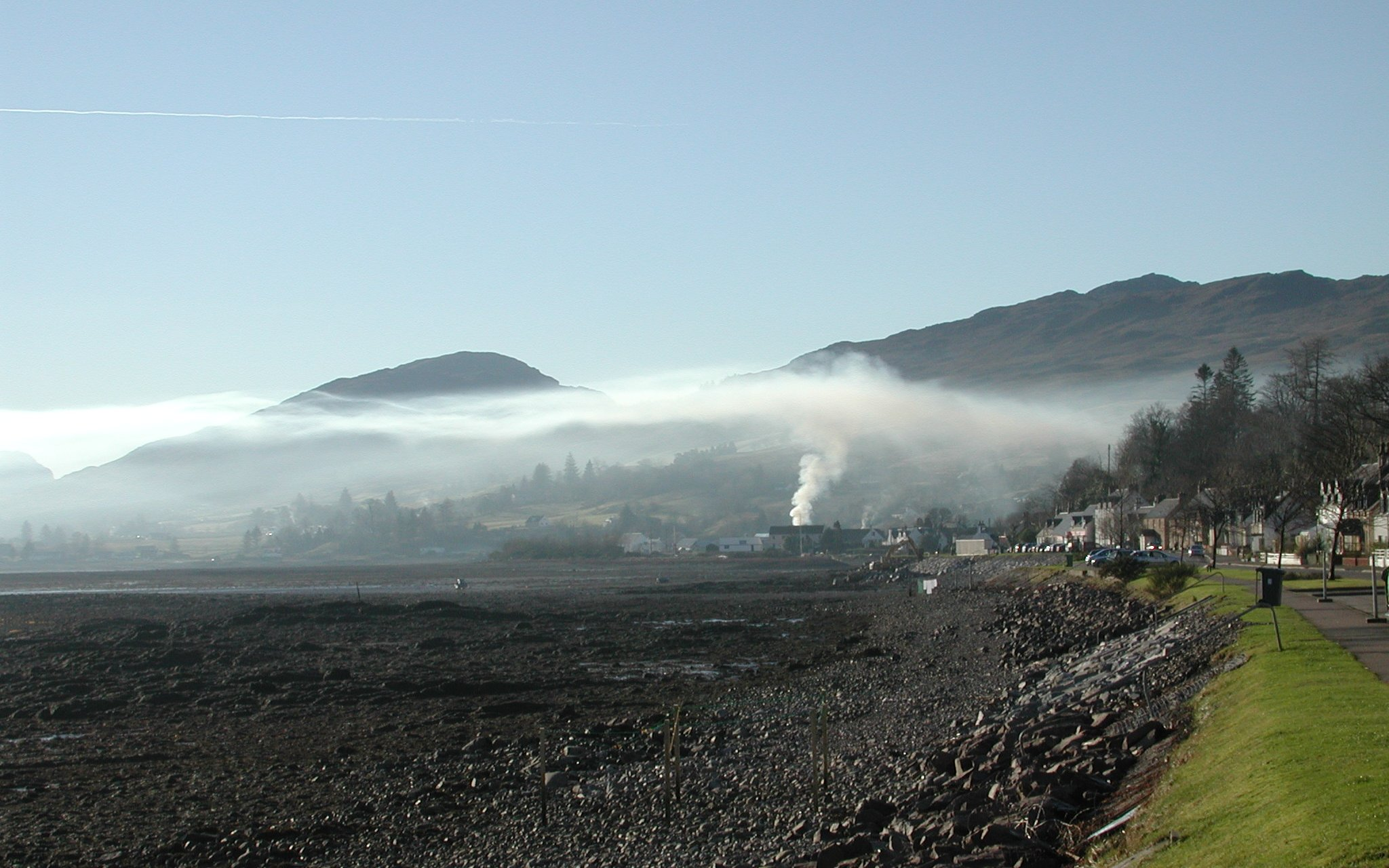
El humo subiendo en Lochcarron, Escocia es detenido por una capa superior de aire más caliente.

Una inversión térmica es un tipo de característica que toma la atmósfera cuando la temperatura del aire, en vez de descender mientras subimos en altura, como es normal, va ascendiendo cada vez más. Esto hace que la densidad del aire, la cual se relaciona directamente con la temperatura, descienda con la altura limitando así las corrientes convectivas ascendentes que se producen en la atmósfera. En efecto, el aire no puede elevarse en una zona de inversión, puesto que es más frío y, por tanto, más denso en la zona inferior.
Una inversión térmica puede llevar a que la contaminación aérea, como el smog o la Calima, quede atrapada cerca del suelo, con efectos nocivos para la salud. Una inversión también puede detener el fenómeno de convección, actuando como una especie de techo. En el caso de una fuerte convección por un excesivo calentamiento de la superficie marina en una zona determinada, el aire, muy húmedo porque asciende del mar anormalmente caliente (con relación a la zona de alta presión que rodea a dicha zona convectiva) se pueden ocasionar violentos temporales. Es el caso del fenómeno conocido como gota fría o DANA, es decir Depresión Aislada en Niveles Altos, un nombre muy explícito ya que significa una zona de baja presión aislada, es decir, rodeada  por una zona de mayor presión las cuales interactúan entre sí con los procesos de convección en la propia zona de la gota fría y la de subsidencia en la zona de alta presión que hay alrededor. También este fenómeno puede originar granizadas si el ascenso por convección alcanza una altura donde la temperatura sea muy fría. En realidad es el mismo caso que explica, a distintas escalas, la producción de nubes de desarrollo vertical (cumulonimbos), tornados, tormentas ciclónicas, vaguadas, huracanes y otros muchos fenómenos.

## Condiciones atmosféricas normales

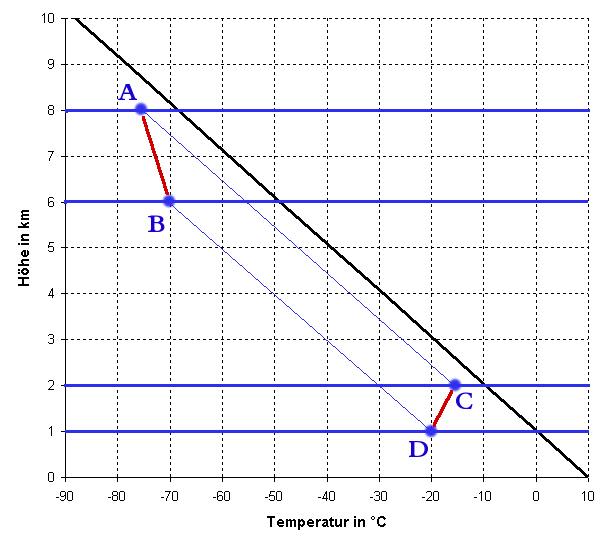
Gráfico de Altura (eje y) versus temperatura (eje x) bajo condiciones atmosféricas normales (línea negra). El segmento D-C ilustra una inversión.

Normalmente, en la troposfera, la temperatura disminuye con la altura a razón de aproximadamente 6,5 °C/km, es decir, 1 °C por cada 155 metros de altitud. Pero esta cifra solo es válida en las zonas templadas, ya que en la zona intertropical, la disminución de la temperatura en 1 °C ocurre al aumentar la altitud en unos 180 m. Esta diferencia se debe a dos razones principales:
- Al mayor espesor de la atmósfera en la zona intertropical (y más exactamente, en la zona ecuatorial).
- A la convergencia intertropical. Los vientos alisios del noreste y del sureste llevan una gran cantidad de calor y de humedad y se ven obligados a ascender por dicha convergencia, creando una zona alargada alrededor de la Tierra caracterizada por sus bajas presiones atmosféricas. A su vez, este aire cálido y húmedo que asciende lleva una cantidad muy grande de calor hacia arriba, haciendo disminuir así el gradiente térmico por razones de convección.

## Fundamentos de la inversión térmica
El fenómeno de inversión térmica se presenta cuando, en las noches despejadas, el suelo se enfría rápidamente por radiación. El suelo a su vez enfría el aire en contacto con él, que se vuelve más frío y denso que el que está en la capa inmediatamente superior. Al disminuir la convección térmica disminuye en consecuencia la subsidencia del aire frío ubicado en una capa superior de la tropósfera.
Esto ocurre especialmente en invierno, en situaciones anticiclónicas fuertes que impiden el ascenso del aire y concentran la poca humedad en los valles y cuencas, dando lugar a nieblas persistentes y heladas. Puede también generarse en un frente ocluido, cuando se da una oclusión de frente frío.
Este fenómeno meteorológico es frecuente en las mañanas frías sobre los valles de escasa circulación de aire en todos los ecosistemas terrestres. También se presenta en las cuencas cercanas a las laderas de las montañas en noches frías debido a que el aire frío de las laderas desplaza al aire caliente de la cuenca provocando el gradiente positivo de temperatura.
Generalmente, la inversión térmica se termina (rompe) cuando al calentarse el aire que está en contacto con el suelo se restablece la circulación normal en la troposfera. Esto puede ser cuestión de horas, pero en condiciones meteorológicas desfavorables la inversión puede persistir durante días.

## Efectos adversos de la inversión térmica
Aunque los anticiclones suelen estar limpios de nubes cuando las capas de subinversión y la superficie están secas (sobre interiores continentales y desiertos), las inversiones térmicas pueden atrapar nubes, humedad, contaminación y polen de capas próximas a la superficie, pues interrumpen la elevación del aire desde las capas bajas. Los estratocúmulos de bajo nivel pueden adquirir un carácter extenso y persistente y provocar una ‘oscuridad anticiclónica’, especialmente si el aire viene del mar. Cuando la velocidad del aire es baja a consecuencia de la inversión, los gases de escape de los automóviles y otros contaminantes no se dispersan y alcanzan concentraciones elevadas, sobre todo en torno a centros urbanos como Atenas, Tokio, Houston, São Paulo, Nueva York, Milán, Bombay, Pekín, Lima, Singapur, Kuala Lumpur, Madrid, Los Ángeles, Londres, Santiago de Chile, San Diego, y Guadalajara, Monterrey y la Ciudad de México en México. El fenómeno también ocurre en pequeñas ciudades como Lochcarron en Escocia (como se ve en la imagen) y Coyhaique en Chile. Este fenómeno es el smog (mezcla de niebla y contaminación). La mala calidad del aire a que ello da lugar aumenta la tasa de asma y otras afecciones respiratorias e incluso eleva la mortalidad. Las condiciones de inversión térmica de larga duración con contaminantes de dióxido de azufre y partículas de hollín causaron la muerte de miles de personas en Londres, Inglaterra en 1952 y en el Valle del Ruhr, Alemania en 1962.
Lima es un claro ejemplo de los efectos de la inversión térmica. La poderosa corriente de Humboldt enfría la costa, y las capas superiores de la atmósfera más calientes, junto con los Andes circundantes, impiden que la nubosidad se disipe, creando un clima permanentemente nuboso con niveles de insolación sorprendentemente bajos dada su latitud intertropical, pero sin apenas lluvias dado que la formación nubosa de tipo estratocúmulos no origina lluvias. Esta combinación genera un clima paradójico de permanente nubosidad, escasa insolación, altísima humedad relativa y casi nulas lluvias que crea un desierto litoral, característico de la costa peruana, excepto en las partes más septentrionales, donde el alejamiento mar adentro de la corriente de Humboldt limita la inversión térmica volviendo a permitir los procesos de convección.
Esta clase de inversiones que atrapan la contaminación pueden durar varios días en verano. La conciencia de la gravedad del problema, sobre todo en los veranos más calurosos, ha llevado a los organismos competentes a vigilar la calidad del aire y a advertir cuando es mala y alcanza unos niveles elevados.
El fenómeno es muy importante en la aeronáutica, pues puede generar una cizalladura horizontal, que es especialmente peligrosa en las fases de despegue y aterrizaje de una aeronave, porque favorece o induce la entrada en pérdida.

## Consecuencias en la salud humana

### A corto plazo
Se han demostrado efectos respiratorios y mortalidad por causas cardiopulmonares, así también como aumento en las admisiones hospitalarias por síntomas respiratorios. También hay evidencia de efectos agudos en la función pulmonar, síntomas respiratorios e incremento del uso de medicación en asmáticos.

### A largo plazo
Cerca de un millón de muertes prematuras son atribuidas a las altas concentraciones de contaminantes en el mundo. Estudios realizados en varios países han asociado los contaminantes atmosféricos y el incremento de las consultas de urgencias por crisis aguda de asma bronquial, y otras enfermedades respiratorias.

## Efectos en la meteorología

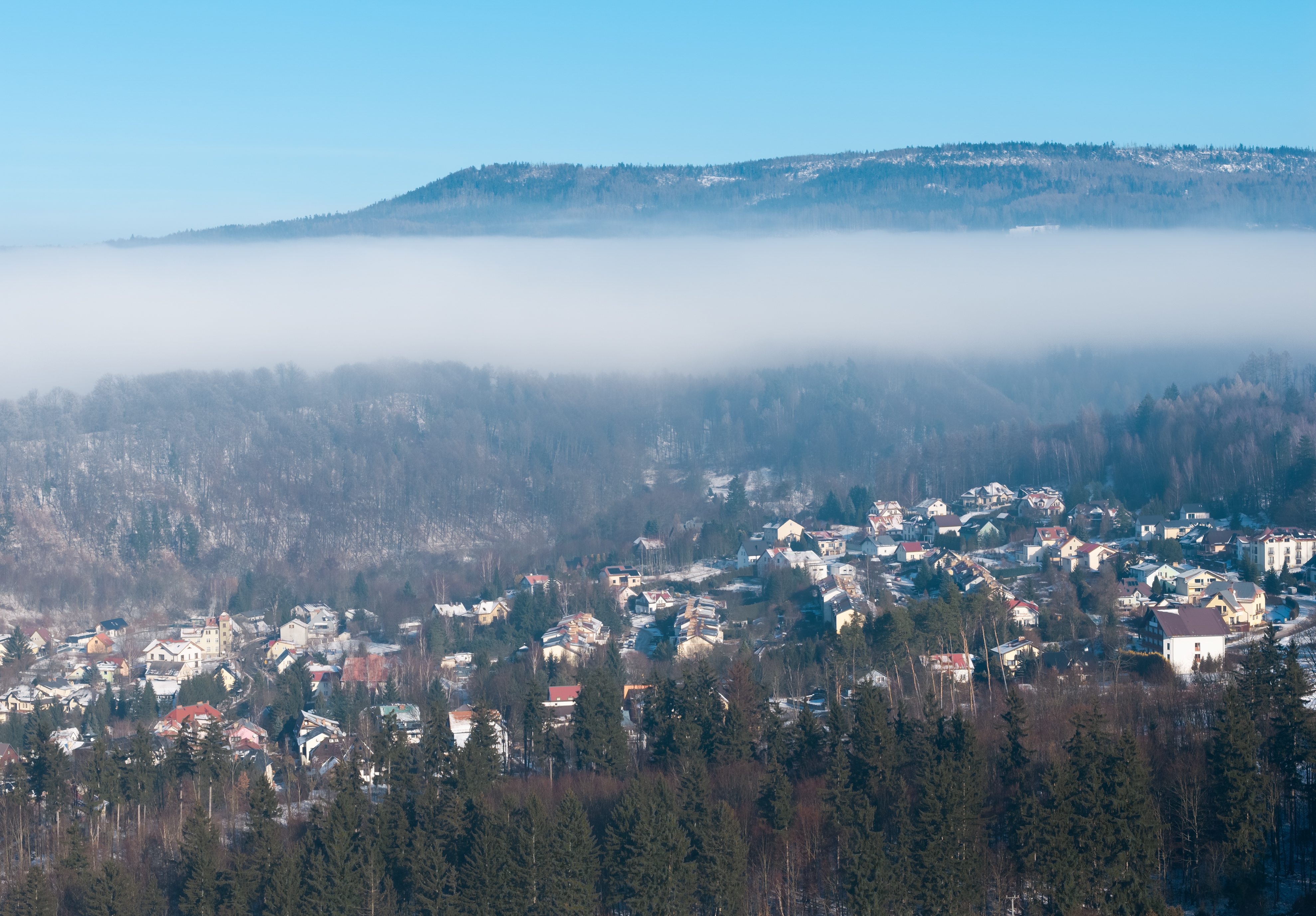
Inversión meteorológica sobre Kudowa-Zdrój, Polonia en 2025.

La meteorología actual permite predecir con anticipación los días de mayor inversión, por lo que podría ser utilizada dicha información por los servicios de guardia, para tomar medidas para mejorar la atención de los pacientes. Sin embargo, las inversiones térmicas propician la aparición de nieblas persistentes. En zonas cercanas a ríos, lagos o mares, su aparición es altamente probable, lo que dificulta el transporte, tanto marítimo como terrestre. Las brisas son poco comunes durante una inversión, lo que contribuye a intensificar estas situaciones. 
En las cercanías a lagos y mares se forman lo que se denominan nieblas de advección debido a la radiación solar, que provoca que el agua se evapore continuamente. Durante la noche, el aire se enfría más rápido que el agua, lo que hace que una capa fría se sitúe sobre ella: el agua evaporada se condensa. Esta condensación se disiparía con rapidez de no existir una capa de inversión en altura, impidiendo los movimientos verticales de aire, y propiciando la aparición de la niebla.

## Precauciones
Las autoridades deben dar aviso a la población cuando este fenómeno se genere, para que se tomen las medidas preventivas adecuadas. Hay sistemas de alerta por móvil y páginas de internet que avisan diariamente de dichos niveles y de la meteorología de una zona. En el caso de los niños que entran muy temprano a la escuela, debe hacérseles entrar rápidamente al salón de clases, sin permanecer mucho tiempo en los patios. En algunas escuelas se cambian los horarios, incluso los de recreo, para que los alumnos salgan cuando el calor redujo a gran escala la inversión térmica.
En cuanto al autocuidado, es aconsejable salir más tarde, de ser posible. Si es necesario salir del hogar muy temprano, se debe utilizar bufanda o cubrebocas para no inhalar este tipo de partículas. A los niños pequeños hay que sacarlos bien cubiertos hasta que llegue la hora en que se desaparezca la inversión térmica. También se aconseja comer saludablemente y evitar la vida sedentaria.